# Liste der Anime-Titel (2018–2019)
Dies ist eine chronologisch sortierte Liste der Anime-Titel von 2018 bis 2019.

## 2018
| Name                                                               | Alternative Namen | Veröffentlichungsjahr | Studio(s)                              |
| ------------------------------------------------------------------ | --- | --------------------- | -------------------------------------- |
| 3D Kanojo: Real Girl (12 Folgen)                                   | 3D彼女 リアルガール, 3D Kanojo: Riaru Gāru                                                                                                   | 2018 als Fernsehserie | Hoods Entertainment                    |
| A Place Further Than the Universe (13 Folgen)                      | 宇宙よりも遠い場所, Sora Yori mo Tōi Basho, A Story that leads to the Antarctica                                                             | 2018 als Fernsehserie | Madhouse                               |
| A.I.C.O. Incarnation (12 Folgen)                                   | | 2018 als Fernsehserie | Bones                                  |
| Ace Attorney Season 2 (24? Folgen)                                 | 逆転裁判 〜その「真実」、異議あり!〜, Gyakuten Saiban – Sono “Shinjitsu”, Igi Ari!                                                           | 2018 als Fernsehserie | CloverWorks                            |
| After the Rain (12 Folgen)                                         | 恋は雨上がりのように After the rain, Koi wa Ameagari no Yō ni                                                                                | 2018 als Fernsehserie | Wit Studio                             |
| Agū – Tensai Ningyō (12 Folgen)                                    | 悪偶 -天才人形- | 2018 als Fernsehserie | Studio Deen                            |
| Akanesasu Shōjo (12 Folgen)                                        | あかねさす少女 | 2018 als Fernsehserie | DandeLion Animation Studio             |
| Alice or Alice (12 Folgen)                                         | ありすorありす, Arisu or Arisu | 2018 als Fernsehserie | EMT²                                   |
| Amanchu! – Advance (12 Folgen)                                     | あまんちゅ! 〜あどばんす〜, Amanchu! – Adobansu                                                                                              | 2018 als Fernsehserie | J.C.Staff                              |
| Angolmois: Record of Mongol Invasion (12 Folgen)                   | アンゴルモア 元寇合戦記, Angorumoa: Genkō Kassenki, Angolmois: Genkō Kassenki                                                                | 2018 als Fernsehserie | NAZ                                    |
| Anima Yell! (12 Folgen)                                            | アニマエール!, Anima Ēru! | 2018 als Fernsehserie | Dōga Kōbō                              |
| Aru Zombie Shōjo no Sainan (eine Folge)                            | あるゾンビ少女の災難, Calamity of a Zombie Girl                                                                                              | 2018 als Web-Anime    | Gonzo, Stingray                        |
| As Miss Beelzebub Likes It. (12 Folgen)                            | ベルゼブブ嬢のお気に召すまま。, Beruzebubu-jō no Oki ni Mesu Mama., Beelzebub-jō no Oki ni Mesu Mama.                                        | 2018 als Fernsehserie | Lidenfilms                             |
| Asobi Asobase (12 Folgen)                                          | あそびあそばせ | 2018 als Fernsehserie | Lerche                                 |
| Attack on Titan (24 Folgen)                                        | 進撃の巨人, Shingeki no Kyojin | 2018 als Fernsehserie | Wit Studio                             |
| Back Street Girls: Gokudols (10 Folgen)                            | Back Street Girls -ゴクドルズ-, Back Street Girls – Gokudoruzu                                                                               | 2018 als Fernsehserie | J.C.Staff                              |
| Baki (26? Folgen)                                                  | バキ | 2018 als Fernsehserie | TMS Entertainment                      |
| Banana Fish (24 Folgen)                                            | BANANA FISH | 2018 als Fernsehserie | MAPPA                                  |
| Basilisk: The Ouka Ninja Scrolls (24 Folgen)                       | バジリスク ～桜花忍法帖～, Bashirisuku – Ōka Nimpōchō                                                                                        | 2018 als Fernsehserie | Seven Arcs Pictures                    |
| Beatless (24 Folgen)                                               | BEATLESS | 2018 als Fernsehserie | Diomedéa                               |
| Beatless: Final Stage (24? Folgen)                                 | BEATLESS Final Stage | 2018 als Fernsehserie | Diomedéa                               |
| Between the Sky and Sea (12 Folgen)                                | ソラとウミのアイダ, Sora to Umi no Aida | 2018 als Fernsehserie | TMS/Double Eagle                       |
| Binan Kōkō Chikyū Bōeibu Happy Kiss! (12 Folgen)                   | 美男高校地球防衛部HAPPY KISS!, Binan Kōkō Chikyū Bōeibu Happy Kiss!                                                                          | 2018 als Fernsehserie | Studio Comet                           |
| Boarding School Juliet (12 Folgen)                                 | 寄宿学校のジュリエット, Kishuku Gakkō no Jurietto, Kishuku Gakkō no Juliet                                                                   | 2018 als Fernsehserie | Lidenfilms                             |
| Butlers – Chitose Momotose Monogatari (12 Folgen)                  | Butlers～千年百年物語～ | 2018 als Fernsehserie | Silver Link                            |
| Caligula (12 Folgen)                                               | Caligula -カリギュラ-, Caligula – Karigyura, The Caligula Effect                                                                             | 2018 als Fernsehserie | Satelight                              |
| Captain Tsubasa (52? Folgen)                                       | キャプテン翼, Kyaputen Tsubasa | 2018 als Fernsehserie | David Production                       |
| Cardcaptor Sakura: Clear Card (22 Folgen)                          | カードキャプターさくら クリアカード編, Kādo Kyaputā Sakura: Kuria Kādo-hen, Cardcaptor Sakura – Clear Card Arc                               | 2018 als Fernsehserie | Madhouse                               |
| Chio’s School Road (12 Folgen)                                     | ちおちゃんの通学路, Chio-chan no Tsūgakuro                                                                                                   | 2018 als Fernsehserie | Diomedéa                               |
| Citrus (12 Folgen)                                                 | citrus | 2018 als Fernsehserie | Passione                               |
| Comic Girls (12 Folgen)                                            | こみっくがーるず, Komikku Gāruzu | 2018 als Fernsehserie | Nexus                                  |
| Conception (12 Folgen)                                             | CONCEPTION | 2018 als Fernsehserie | Gonzo                                  |
| Crossing Time (12 Folgen)                                          | 踏切時間, Fumikiri Jikan | 2018 als Fernsehserie | Ekachi Epilka                          |
| Cutie Honey Universe (12 Folgen)                                   | Cutie Honey Universe | 2018 als Fernsehserie | Production Reed                        |
| Dagashi Kashi 2 (12 Folgen)                                        | だがしかし2 | 2018 als Fernsehserie | feel.                                  |
| Dakaichi: My Number 1 (13 Folgen)                                  | 抱かれたい男1位に脅されています。, Dakaretai Otoko 1-i ni Odosarete Imasu.                                                                   | 2018 als Fernsehserie | CloverWorks                            |
| Dame×Prince Anime Caravan (12 Folgen)                              | ダメプリ ANIME CARAVAN, Damepuri Anime Caravan                                                                                               | 2018 als Fernsehserie | Studio Flad                            |
| Dances with the Dragons (12 Folgen)                                | されど罪人は竜と踊る, Saredo Tsumibito wa Ryū to Odoru                                                                                       | 2018 als Fernsehserie | Seven Arcs Pictures                    |
| Darling in the Franxx (24 Folgen)                                  | ダーリン・イン・ザ・フランキス | 2018 als Fernsehserie | Trigger, A-1 Pictures                  |
| Death March to the Parallel World Rhapsody (12 Folgen)             | デスマーチからはじまる異世界狂想曲, Desu Māchi kara Hajimaru Isekai Kyōsōkyoku, Death March kara Hajimaru Isekai Kyōsōkyoku                  | 2018 als Fernsehserie | Silver Link, Connect                   |
| Devilman Crybaby (10 Folgen)                                       | DEVILMAN crybaby | 2018 als Fernsehserie | Science Saru                           |
| Devil’s Line (12 Folgen)                                           | デビルズライン, Debiruzu Rain | 2018 als Fernsehserie | Platinumvision                         |
| Doreiku: The Animation (12 Folgen)                                 | 奴隷区 The Animation | 2018 als Fernsehserie | tnk, Zero-G                            |
| Double Decker! Doug & Kirill (13 Folgen)                           | DOUBLE DECKER! ダグ&キリル, Double Decker! Dagu & Kiriru                                                                                     | 2018 als Fernsehserie | Sunrise                                |
| Drachenflieger: Hisone und Masotan (12 Folgen)                     | ひそねとまそたん, Hisone to Masotan, Dragon Pilot: Hisone and Masotan                                                                        | 2018 als Fernsehserie | Bones                                  |
| Dragonball Super: Broly                                            | ドラゴンボール超 ブロリー, Doragon Bōru Sūpā: Burorī                                                                                         | 2018 als Film         | Tōei Animation                         |
| Fairy Tail (? Folgen)                                              | FAIRY TAIL | 2018 als Fernsehserie | A-1 Pictures, CloverWorks, Bridge      |
| Fate/Extra: Last Encore (10 Folgen)                                | Fate/EXTRA Last Encore | 2018 als Fernsehserie | Shaft                                  |
| FLCL Alterna                                                       | フリクリ オルタナ, Furi Kuri Orutana, FLCL Alternative                                                                                       | 2018 als Film         | Production I.G                         |
| FLCL Progre                                                        | フリクリ プログレ, Furi Kuri Purogure, FLCL Progressive                                                                                      | 2018 als Film         | Production I.G                         |
| Food Wars: The Third Plate (12 Folgen)                             | 食戟のソーマ 餐の皿 遠月列車篇, Shokugeki no Sōma: San no Sara                                                                               | 2018 als Fernsehserie | J.C.Staff                              |
| Free! – Dive to the Future (12 Folgen)                             | Free!-Dive to the Future- | 2018 als Fernsehserie | Kyōto Animation, Animation Do          |
| Full Metal Panic! Invisible Victory (12 Folgen)                    | フルメタル・パニック! Invisible Victory | 2018 als Fernsehserie | Xebec                                  |
| Gakuen Babysitters (12 Folgen)                                     | 学園ベビーシッターズ, Gakuen Bebīshittāzu | 2018 als Fernsehserie | Brain’s Base                           |
| Gakuen Basara: Samurai Highschool (12 Folgen)                      | 学園BASARA, Gakuen Basara | 2018 als Fernsehserie | Brain’s Base                           |
| Gan Gan Ganko-chan (Folgen)                                        | がん がん がんこちゃん | 2018 als Fernsehserie | 10Gauge                                |
| gdgd Men’s Party (12 Folgen)                                       | gdメン, gd men | 2018 als Fernsehserie | Strawberry Meets Pictures, Fan Company |
| Gegege no Kitarō (? Folgen)                                        | ゲゲゲの鬼太郎 | 2018 als Fernsehserie | Tōei Animation                         |
| Gekijōban Shingeki no Kyojin Season 2 – Kakusei no Hōkō            | 劇場版 進撃の巨人 Season2〜覚醒の咆哮〜 | 2018 als Film         | Wit Studio                             |
| Gin no Guardian II (Folgen)                                        | 銀の墓守りⅡ, The Silver Guardian 2 | 2018 als Fernsehserie | Emon Animation Company                 |
| Ginga Eiyū Densetsu: Die Neue These Kaikō (12 Folgen)              | 銀河英雄伝説 Die Neue These 邂逅 | 2018 als Fernsehserie | Production I.G                         |
| Gintama. Shirogane no Tamashii-hen (12 Folgen)                     | 銀魂. 銀ノ魂篇 | 2018 als Fernsehserie | Bandai Namco Pictures                  |
| Goblin Slayer (12 Folgen)                                          | ゴブリンスレイヤー, Goburin Sureiyā | 2018 als Fernsehserie | White Fox                              |
| Gō-chan: Moco to Koori no Ue no Yakusoku                           | | 2018 als Film         | Shin-Ei Animation                      |
| Godzilla: Hoshi o Kū Mono                                          | GODZILLA 星を喰う者, Godzilla: The Planet Eater                                                                                              | 2018 als Film         | Polygon Pictures                       |
| Godzilla: Kessen Kidō Zōshoku Toshi                                | GODZILLA 決戦機動増殖都市, Godzilla: City on the Edge of Battle                                                                              | 2018 als Film         | Polygon Pictures                       |
| Golden Kamuy (12 Folgen)                                           | ゴールデンカムイ, Gōruden Kamui | 2018 als Fernsehserie | Geno Studio                            |
| Golden Kamuy (12 Folgen)                                           | ゴールデンカムイ, Gōruden Kamui | 2018 als Fernsehserie | Geno Studio                            |
| Grancrest Senki (24 Folgen)                                        | グランクレスト戦記, Record of Grancrest War                                                                                                  | 2018 als Fernsehserie | A-1 Pictures                           |
| Grand Blue (12 Folgen)                                             | ぐらんぶる, Guran Buru | 2018 als Fernsehserie | Zero-G                                 |
| Gundam Build Divers (13 Folgen)                                    | ガンダムビルドダイバーズ, Gandamu Birudo Daibāzu                                                                                             | 2018 als Fernsehserie | Sunrise                                |
| Gurazeni (12 Folgen)                                               | グラゼニ, Gurazeni: Money Pitch | 2018 als Fernsehserie | Studio Deen                            |
| Gurazeni (12 Folgen)                                               | グラゼニ, Gurazeni Season 2 | 2018 als Fernsehserie | Studio Deen                            |
| Hakata Tonkotsu Ramens (12 Folgen)                                 | 博多豚骨ラーメンズ, Hakata Tonkotsu Rāmenzu                                                                                                  | 2018 als Fernsehserie | Satelight                              |
| Hakumei & Mikochi (12 Folgen)                                      | ハクメイとミコチ, Hakumei to Mikochi | 2018 als Fernsehserie | Lerche                                 |
| Hakyu Hoshin Engi (23 Folgen)                                      | 覇穹 封神演義, Hakyū Hōshin Engi | 2018 als Fernsehserie | C-station                              |
| Hanebado! (13 Folgen)                                              | はねバド!, Hanebad! | 2018 als Fernsehserie | Lidenfilms                             |
| Han-Gyaku-Sei Million Arthur (10 Folgen)                           | 叛逆性ミリオンアーサー, Han-Gyaku-Sei Mirion Āsā                                                                                             | 2018 als Fernsehserie | J.C.Staff                              |
| Happy Sugar Life (12 Folgen)                                       | ハッピーシュガーライフ, Happī Shugā Raibu | 2018 als Fernsehserie | Ezo’la                                 |
| Harukana Receive (12 Folgen)                                       | はるかなレシーブ, Harukana Reshību | 2018 als Fernsehserie | C2C                                    |
| Hataraku Saibō (14 Folgen)                                         | はたらく細胞 | 2018 als Fernsehserie | David Production                       |
| Hataraku Saibō: Kaze Shōkōgun (eine Folge)                         | | 2018 als Special      | David Production                       |
| Hentatsu (Folgen)                                                  | へんたつ | 2018 als Web-Anime    | irodori                                |
| Hero Mask (15 Folgen)                                              | へろへろくん | 2018 als Web-Anime    | Pierrot                                |
| Hi Score Girl (12 Folgen)                                          | ハイスコアガール, Hai Sukoa Gāru | 2018 als Fernsehserie | J.C.Staff                              |
| Hi Score Girl (21 Folgen)                                          | ハイスコアガール | 2018 als Fernsehserie | J.C.Staff                              |
| High School D×D Hero (12 Folgen)                                   | ハイスクールD×D Hero, Haisukūru D×D Hero | 2018 als Fernsehserie | Passione                               |
| Himote House (12 Folgen)                                           | ひもてはうす, HIMOTE HOUSE: A share house of super psychic girls                                                                             | 2018 als Fernsehserie | Bouncy                                 |
| Hinamatsuri (12 Folgen)                                            | ヒナまつり | 2018 als Fernsehserie | feel.                                  |
| Hinomaru Sumo (? Folgen)                                           | 火ノ丸相撲, Hinomaru Zumō | 2018 als Fernsehserie | Gonzo                                  |
| Hiragana Danshi                                                    | ひらがな男子 | 2018 als Film         | Directions                             |
| Hisone to Masotan (12 Folgen)                                      | ひそねとまそたん | 2018 als Fernsehserie | Bones                                  |
| Holiday Love: Fūfukan Ren'ai (20 Folgen)                           | | 2018 als Web-Anime    |                                        |
| Holmes of Kyoto (12 Folgen)                                        | 京都寺町三条のホームズ, Kyōto Teramachi Sanjō no Holmes                                                                                      | 2018 als Fernsehserie | Seven                                  |
| Hora, Mimi ga Mieteru yo! (12 Folgen)                              | ほら、耳がみえてるよ！-喂，看见耳朵啦- | 2018 als Fernsehserie | Monofilmo                              |
| Hoshi no Shima no Nyanko (26 Folgen)                               | ほしの島のにゃんこ | 2018 als Fernsehserie | Animation Planet                       |
| How not to Summon a Demon Lord (12 Folgen)                         | 異世界魔王と召喚少女の奴隷魔術, Isekai Maō to Shōkan Shōjo no Dorei Majutsu                                                                  | 2018 als Fernsehserie | Ajia-dō                                |
| How to keep a mummy (12 Folgen)                                    | ミイラの飼い方, Miira no Kaikata | 2018 als Fernsehserie | Eight Bit                              |
| Hōzuki no Reitetsu Dai-ni-ki Sono Ni (13 Folgen)                   | 鬼灯の冷徹 第弐期その弐 | 2018 als Fernsehserie | Wit Studio                             |
| Idolish7 (17 Folgen)                                               | | 2018 als Fernsehserie | Troyca                                 |
| Inazuma Eleven: Ares no Tenbin (26 Folgen)                         | イナズマイレブン アレスの天秤, Inazuma Irebun: Aresu no Tenbin                                                                               | 2018 als Fernsehserie | OLM                                    |
| Ingress: The Animation (11 Folgen)                                 | INGRESS THE ANIMATION | 2018 als Fernsehserie | Craftar                                |
| Iroduku: Die Welt in allen Farben (13 Folgen)                      | 色づく世界の明日から, Irozuku Sekai no Ashita kara                                                                                           | 2018 als Fernsehserie | P.A. Works                             |
| Isekai Izakaya: Japanese Food From Another World (12 Folgen)       | 異世界居酒屋〜古都アイテーリアの居酒屋のぶ〜, Isekai Izakaya – Koto Aitēria no Izakaya Nobu                                                  | 2018 als Fernsehserie | Sunrise                                |
| Island (12 Folgen)                                                 | ISLAND | 2018 als Fernsehserie | feel.                                  |
| Jashin-chan Dropkick (12 Folgen)                                   | 邪神ちゃんドロップキック, Jashin-chan Doroppu Kikku                                                                                          | 2018 als Fernsehserie | Nomad                                  |
| Junji Ito Collection (12 Folgen)                                   | 伊藤潤二『コレクション』, Itō Junji: Collection                                                                                              | 2018 als Fernsehserie | Studio Deen                            |
| Jūshinki Pandora (12 Folgen)                                       | 重神機パンドーラ | 2018 als Fernsehserie | Satelight                              |
| Kakuriyo no Yadomeshi (26 Folgen)                                  | かくりよの宿飯 | 2018 als Fernsehserie | Gonzo                                  |
| Karakai Jōzu no Takagi-san (12 Folgen)                             | からかい上手の高木さん | 2018 als Fernsehserie | Shin’ei Dōga                           |
| Karakuri Circus (36? Folgen)                                       | からくりサーカス, Karakuri Sākasu | 2018 als Fernsehserie | Studio Voln                            |
| Katana Maidens – Toji No Miko (24 Folgen)                          | 刀使ノ巫女, Toji no Miko | 2018 als Fernsehserie | Studio Gokumi                          |
| Kidō Senshi Gundam NT                                              | 機動戦士ガンダムＮＴ（ナラティブ）, Mobile Suit Gundam Narrative                                                                             | 2018 als Film         | Sunrise                                |
| Killing Bites (12 Folgen)                                          | キリングバイツ, Kirin Baitsu | 2018 als Fernsehserie | Lidenfilms                             |
| Kokkoku (12 Folgen)                                                | 刻刻 | 2018 als Fernsehserie | Geno Studio                            |
| Last Period – Owarinaki Rasen no Monogatari (12 Folgen)            | ラストピリオド -終わりなき螺旋の物語-, Rasuto Piriodo – Owarinaki Rasen no Monogatari                                                        | 2018 als Fernsehserie | J.C.Staff                              |
| Libra of Nil Admirari (12 Folgen)                                  | ニル・アドミラリの天秤, Niru Adomirari no Tenbin, Nil Admirari no Tenbin                                                                     | 2018 als Fernsehserie | Zero-G                                 |
| Liz und ein Blauer Vogel                                           | リズと青い鳥, Rizu to Aoi Tori, Liz to Aoi Tori                                                                                              | 2018 als Film         | Kyōto Animation                        |
| Lord of Vermilion: The Crimson King (12 Folgen)                    | ロード オブ ヴァーミリオン 紅蓮の王, Rōdo obu Vāmirion: Guren no Ō, Lord of Vermillion: Guren no Ō                                           | 2018 als Fernsehserie | asread, Tear Studio                    |
| Lost Song (12 Folgen)                                              | LOST SONG | 2018 als Fernsehserie | Dwango, Lidenfilms                     |
| Lostorage conflated WIXOSS (12 Folgen)                             | | 2018 als Fernsehserie | J.C.Staff                              |
| Love, Chunibyo & Other Delusions! – Take On Me                     | ja, Eiga Chūnibyō Demo Koi ga Shitai! – Take On Me                                                                                           | 2018 als Film         | Kyōto Animation                        |
| Love To-LIE-Angle (12 Folgen)                                      | 立花館To Lieあんぐる, Tachibana-kan To Lie Anguru, Tachibana-kan To Lie Angle                                                                | 2018 als Fernsehserie | Studio Lings, Creators in Pack         |
| Lupin III.: Part 5 (24 Folgen)                                     | Lupin III PART5 | 2018 als Fernsehserie | Telecom Animation Film                 |
| Mademoiselle Hanamura #2 – Eine Romanze in Tokyo                   | はいからさんが通る 後編 ～花の東京大ロマン～, Haikara-san ga Tōru Kōhen: Hana no Tōkyō Dai Roman, Haikara-San: Here Comes Miss Modern Part 2 | 2018 als Film         | Nippon Animation                       |
| Magical Girl Ore (12 Folgen)                                       | 魔法少女 俺, Mahō Shōjo Ore | 2018 als Fernsehserie | Pierrot Plus                           |
| Mahō Shōjo Site (12 Folgen)                                        | 魔法少女サイト, Mahō Shōjo Saito | 2018 als Fernsehserie | Production doA                         |
| Major 2nd (13 Folgen)                                              | メジャーセカンド, Mejā Sekando | 2018 als Fernsehserie | OLM                                    |
| Maquia – Eine unsterbliche Liebesgeschichte                        | さよならの朝に約束の花をかざろう, Sayonara no Asa ni Yakusoku no Hana o Kazarō, Maquia: When the Promised Flower Blooms                      | 2018 als Film         | P.A. Works                             |
| Märchen Mädchen (12 Folgen)                                        | メルヘン・メドヘン, Meruhen Medohen | 2018 als Fernsehserie | Hoods Entertainment                    |
| The Master of Ragnarok & Blesser of Einherjar (12 Folgen)          | 百錬の覇王と聖約の戦乙女, Hyakuren no Haō to Seiyaku no Varukyuria, Hyakuren no Haō to Seiyaku no Valkyria                                   | 2018 als Fernsehserie | EMT²                                   |
| Megalobox (13 Folgen)                                              | メガロボクス | 2018 als Fernsehserie | TMS Entertainment                      |
| Mitsuboshi Colors (12 Folgen)                                      | 三ツ星カラーズ, Mitsuboshi Karāzu | 2018 als Fernsehserie | Silver Link                            |
| Mob Psycho 100 Reigen: The Miraculous Unknown Psychic (eine Folge) | モブサイコ100 REIGEN ～知られざる奇跡の霊能力者～, Mobu Saiko 100 Reigen – Shirarezaru Kiseki Reinōryokusha                                  | 2018 als OVA          | Bones                                  |
| Mr. Tonegawa Middle Management Blues (24 Folgen)                   | 中間管理録トネガワ, Chūkan Kanriroku Tonegawa                                                                                                | 2018 als Fernsehserie | Madhouse                               |
| Ms. Koizumi Loves Ramen Noodles (12 Folgen)                        | ラーメン大好き小泉さん, Ramen Daisuki Koizumi-san                                                                                            | 2018 als Fernsehserie | AXsiZ, Studio Gokumi                   |
| Ms. Vampire who Lives in my Neighborhood. (12 Folgen)              | となりの吸血鬼さん, Tonari no Kyūketsuki-san                                                                                                 | 2018 als Fernsehserie | AXsiZ, Studio Gokumi                   |
| Muhyo to Rōji no Mahōritsu Sōdan Jimusho (12 Folgen)               | ムヒョとロージーの魔法律相談事務所 | 2018 als Fernsehserie | Studio Deen                            |
| Music Girls (12 Folgen)                                            | 音楽少女, Ongaku Shōjo | 2018 als Fernsehserie | Studio Deen                            |
| My Hero Academia (25? Folgen)                                      | 僕のヒーローアカデミア, Boku no Hīrō Akademia, Boku no Hero Academia                                                                         | 2018 als Fernsehserie | Bones                                  |
| My Sister, My Writer (10 Folgen)                                   | 俺が好きなのは妹だけど妹じゃない, Ore ga Suki na no wa Imōto dakedo Imōto Janai                                                              | 2018 als Fernsehserie | NAZ, Magia Doraglier                   |
| My Sweet Tyrant (12 Folgen)                                        | あっくんとカノジョ, Akkun to Kanojo | 2018 als Fernsehserie | Yumeta Company                         |
| One Room: Second Season (12 Folgen)                                | One Room セカンドシーズン, One Room: Sekando Shīzun                                                                                          | 2018 als Fernsehserie | Zero-G                                 |
| Overlord II (13 Folgen)                                            | オーバーロードII | 2018 als Fernsehserie | Madhouse                               |
| Overlord III (13 Folgen)                                           | オーバーロードIII | 2018 als Fernsehserie | Madhouse                               |
| The Quintessential Quintuplets (12 Folgen)                         | 五等分の花嫁, Go-Tōbun no Hanayome | 2018 als Fernsehserie | Tezuka Productions                     |
| The Seven Deadly Sins: Die Rückkehr der Gebote (24 Folgen)         | 七つの大罪 戒めの復活, Nanatsu no Taizai: Imashime no Fukkatsu                                                                               | 2018 als Fernsehserie | A-1 Pictures                           |
| Starlight Promises                                                 | 約束の七夜祭り, Yakusoku no Nanaya Matsuri                                                                                                   | 2018 als Film         | XFlag, Yokohama Animation Lab          |
| That Time I Got Reincarnated as a Slime (25 Folgen)                | 転生したらスライムだった件, Tensei shitara Slime Datta Ken                                                                                   | 2018 als Fernsehserie | Eight Bit                              |
| Tsurune – Kazemai Kōkō Kyūdō-bu (13 Folgen)                        | ツルネ -風舞高校弓道部- | 2018 als Fernsehserie | Kyōto Animation                        |
| Violet Evergarden (14 Folgen)                                      | ヴァイオレット・エヴァーガーデン, Vaioretto Evāgāden                                                                                         | 2018 als Fernsehserie | Kyōto Animation                        |
| You Don't Know Gunma Yet (12 Folgen)                               | お前はまだグンマを知らない, Omae wa Mada Gunma o Shiranai                                                                                    | 2018 als Fernsehserie | Asahi Production                       |
| Zombie Land Saga (12 Folgen)                                       | ゾンビランドサガ, Zonbi Rando Saga | 2018 als Fernsehserie | MAPPA                                  |

## 2019
| Name                                                                   | Alternative Namen | Veröffentlichungsjahr | Studio(s)                 |
| ---------------------------------------------------------------------- | --- | --------------------- | ------------------------- |
| 3D Kanojo: Real Girl (12 Folgen)                                       | 3D彼女 リアルガール, 3D Kanojo: Riaru Gāru | 2019 als Fernsehserie | Hoods Entertainment       |
| After School Dice Club (12 Folgen)                                     | 放課後さいころ倶楽部, Hōkago Saikoro Club | 2019 als Fernsehserie | Liden Films               |
| Another World (3 Folgen)                                               | | 2019 als Fernsehserie |                           |
| BanG Dream! 2nd Season (13 Folgen)                                     | | 2019 als Fernsehserie | Sanzigen                  |
| Bermuda Triangle – Colorful Pastorale (? Folgen)                       | バミューダトライアングル 〜カラフル・パストラーレ〜, Bamyūda Toraianguru – Karafuru Pasutorāre                                                             | 2019 als Fernsehserie | Seven Arcs Pictures       |
| Boogiepop and Others (? Folgen)                                        | ブギーポップは笑わない Boogiepop and Others, Bugīpoppu wa Warawanai: Boogiepop and Others                                                                  | 2019 als Fernsehserie | Madhouse                  |
| B-Project – Zetchō Emotion (? Folgen)                                  | B-PROJECT〜絶頂*エモーション〜, B-Project – Zetchō Emōshon                                                                                                 | 2019 als Fernsehserie | Bandai Namco Pictures     |
| Chō Jigen Game Neptune The Animation: Nepu no Natsuyasumi (eine Folge) | 超次元ゲイム ネプテューヌ THE ANIMATION 約束の永遠 | 2019 als OVA          | Okuruto Noboru            |
| Circlet Princess (? Folgen)                                            | サークレット・プリンセス, Sākuretto Purinsesu | 2019 als Fernsehserie | Silver Link               |
| Date A Live III (12 Folgen)                                            | デート・ア・ライブIII, Dēto A Raibu III | 2019 als Fernsehserie | J.C.Staff                 |
| Dimension High School (? Folgen)                                       | Dimensionハイスクール, Dimension Haisukūru | 2019 als Fernsehserie |                           |
| Dōkyonin wa Hiza, Tokidoki, Atama no Ue. (? Folgen)                    | 同居人はひざ、時々、頭のうえ。 | 2019 als Fernsehserie | Zero-G                    |
| Domestic Girlfriend (? Folgen)                                         | ドメスティックな彼女, Domesutikku na Kanojo, Domestic na Kanojo                                                                                            | 2019 als Fernsehserie | Diomedéa                  |
| Dororo (? Folgen)                                                      | どろろ | 2019 als Fernsehserie | MAPPA, Tezuka Productions |
| Dr. Stone (24 Folgen)                                                  | ドクターストーン, Dokutā Sutōn | 2019 als Fernsehserie | TMS Entertainment         |
| Endro! (? Folgen)                                                      | えんどろ〜! | 2019 als Fernsehserie | Studio Gokumi             |
| Gekijōban Hibike! Euphonium – Chikai no Finale                         | 劇場版 響け！ユーフォニアム～誓いのフィナーレ～, Gekijōban Hibike! Yūfoniamu – Chikai no Fināre, Sound! Euphonium The Movie – Our Promise: A Brand New Day | 2019 als Film         | Kyōto Animation           |
| Girly Air Force (? Folgen)                                             | ガーリー・エアフォース, Gārī Eafōsu | 2019 als Fernsehserie | Satelight                 |
| Go-Tōbon no Hanayome (? Folgen)                                        | 五等分の花嫁 | 2019 als Fernsehserie | Tezuka Productions        |
| Grimms Notes: The Animation (? Folgen)                                 | グリムノーツ The Animation, Gurimu Nōtsu: The Animation | 2019 als Fernsehserie | Brain’s Base              |
| Hachigatsu no Cinderella Nine (12 Folgen)                              | 八月のシンデレラナイン, Cinderella Nine | 2019 als Fernsehserie | TMS Entertainment         |
| Hachigatsu no Cinderella Nine (12 Folgen)                              | 八月のシンデレラナイン, Cinderella Nine | 2019 als Fernsehserie | TMS Entertainment         |
| Haikyu!!: Land vs Sky (eine Folge)                                     | ハイキュー!! 陸VS空, Haikyuu!!: Riku vs. Kuu | 2019 als OVA          | Production I.G            |
| Hakata Mentai! Pirikarako-chan (12 Folgen)                             | 博多明太！ぴりからこちゃん | 2019 als Fernsehserie | G-angle                   |
| Hakubo                                                                 | 薄暮, Twilight | 2019 als Film         | Twilight Studio           |
| Hello WeGo!                                                            | ハローウィーゴ！ | 2019 als Film         | Wit Studio                |
| Hello World                                                            | | 2019 als Film         | Graphinica                |
| Her Blue Sky                                                           | 空の青さを知る人よ, Sora no Aosa o Shiru Hito yo | 2019 als Film         | CloverWorks               |
| Hi Score Girl (3 Folgen)                                               | ハイスコアガール, Hi Score Girl Extra Stage | 2019 als OVA          | J.C.Staff                 |
| High School Prodigies Have It Easy Even In Another World (12 Folgen)   | 超人高校生たちは異世界でも余裕で生き抜くようです！ HIGHSCHOOL OF THE DEAD, Chōjin-Kokoseitachi wa Isekai demo Yoyu de Ikinuku Yōdesu!                      | 2019 als Fernsehserie | Project No.9              |
| Hitori Bocchi no Marumaru Seikatsu (12 Folgen)                         | ひとりぼっちの○○生活 | 2019 als Fernsehserie | C2C                       |
| Hōzuki no Reitetsu (eine Folge)                                        | 鬼灯の冷徹 | 2019 als OVA          | Pine Jam                  |
| Hulaing Babies (12 Folgen)                                             | フライングベイビーズ | 2019 als Web-Anime    | Gaina                     |
| Isekai Quartet (12 Folgen)                                             | 異世界かるてっと, Isekai Karutetto | 2019 als Fernsehserie | Puyukai                   |
| Kaguya-sama: Love is War (? Folgen)                                    | かぐや様は告らせたい〜天才たちの恋愛頭脳戦〜, Kaguya-sama wa Kokurasetai – Tensai-tachi no Ren’ai Zunōsen                                                  | 2019 als Fernsehserie | A-1 Pictures              |
| Kakegurui ×× (? Folgen)                                                | 賭ケグルイ×× | 2019 als Fernsehserie | MAPPA                     |
| Kemono Friends 2 (? Folgen)                                            | けものフレンズ2, Kemono Furenzu 2 | 2019 als Fernsehserie | Tomason                   |
| Kemurikusa (? Folgen)                                                  | ケムリクサ | 2019 als Fernsehserie | Yaoyorozu                 |
| Kimetsu no Yaiba (26 Folgen)                                           | 鬼滅の刃, Demon Slayer | 2019 als Fernsehserie | Ufotable                  |
| Kono Yūsha ga Ore Tsuē Kuse ni Shinchō Sugiru (12 Folgen)              | Cautios Hero The Hero is Overpowered but overly Cautious                                                                                                   | 2019 als Fernsehserie | White Fox                 |
| Kōya no Kotobuki Hikōtai (? Folgen)                                    | 荒野のコトブキ飛行隊 | 2019 als Fernsehserie | Gemba                     |
| Magical Girl Spec Ops Asuka (? Folgen)                                 | 魔法少女特殊戦あすか, Mahō Shōjo Tokushusen Asuka | 2019 als Fernsehserie | Lidenfilms                |
| Manaria Friends (? Folgen)                                             | マナリアフレンズ, Manaria Furenzu | 2019 als Fernsehserie | Cygames Pictures          |
| Meiji Tōkyō Renka (? Folgen)                                           | 明治東亰恋伽 | 2019 als Fernsehserie | TMS Entertainment         |
| Mob Psycho 100 II (? Folgen)                                           | モブサイコ100 II, Mobu Saiko 100 II | 2019 als Fernsehserie | Bones                     |
| Vinland Saga (24 Folgen)                                               | ヴィンランド・サガ, Vinrando Saga | 2019 als Fernsehserie | Wit Studio                |
| Violet Evergarden und das Band der Freundschaft                        | ヴァイオレット・エヴァーガーデン 外伝 - 永遠と自動手記人形 -, Violet Evergarden Gaiden – Eien to Jidō Shuki Ningyō -                                       | 2019 als Film         | Kyōto Animation           |
| Wise Man's Grandchild (12 Folgen)                                      | 賢者の孫, Kenja no Mago | 2019 als Fernsehserie | Silver Link               |
| W'z (12 Folgen)                                                        | | 2019 als Fernsehserie | GoHands                   |
| The Helpful Fox Senko-san (12 Folgen)                                  | 世話やきキツネのさん, Sewayaki Kitsune no Senko-san | 2019 als Fernsehserie | Dōga Kōbō                 |